# L'Hospitalet de Llobregat
L'Hospitalet de Llobregat este un oraș în Spania în comunitatea Catalonia în provincia Barcelona. În 2007 avea o populație de 251.848 locuitori. Este situat în comarcii Barcelonès.

## Personalități născute aici
- Víctor Valdés (n. 1982), fotbalist;
- Jordi Alba (n. 1989), fotbalist;
- Adama Traoré (n. 1996), fotbalist.

1. ↑  Gran Enciclopèdia Catalana
2. ↑  Nomenclátor Geográfico de Municipios y Entidades de Población (20240402 edition)
3. 1 2   http://www.idescat.cat/pub/?id=aec&n=925&t=2016 Lipsește sau este vid: |title= (ajutor)